# True Self
True Self – czwarty album studyjny amerykańskiej grupy muzycznej SOiL

## Lista utworów
| Nr  | Tytuł utworu      | Długość |
| --- | ----------------- | ------- |
| 1.  | „Fight for Life”  | 4:10    |
| 2.  | „Give It Up”      | 3:00    |
| 3.  | „Pick Me Up”      | 3:12    |
| 4.  | „The Last Chance” | 4:17    |
| 5.  | „True Self”       | 3:18    |
| 6.  | „Hear Me”         | 3:57    |
| 7.  | „Forever Dead”    | 3:12    |
| 8.  | „Let Go”          | 3:49    |
| 9.  | „Until It's Over” | 2:58    |
| 10. | „Jaded”           | 2:37    |
| 11. | „Threw It Away”   | 3:27    |
| 12. | „One Last Song”   | 5:28    |
|     |                   | 43:25   |

## Twórcy
- AJ Cavalier – śpiew
- Adam Zadel – gitara
- Shaun Glass – gitara
- Tim King – gitara basowa
- Tom Schofield – perkusja